# كيفين بارالون
كيفين بارالون (بالفرنسية: Kévin Barralon)‏ (24 يونيو 1982 في أولينز) لاعب كرة قدم فرنسي يلعب حاليا لصالح نادي مولينز الهاوي الفرنسي في خط الوسط .

## المسيرة الرياضية
بدأ بارالون مسيرته الرياضية في أكاديمية نادي ليون للناشئين ثم انتقل إلى نادي الدرجة الثانية نيم سنة 2001 . وجوده لم يساهم في تجنب نادي نيم الهبوط إلى الدرجة الوطنية . في سنة 2004 انتقل إلى نادي ليل وتم تحويله مباشرة إلى الفريق الرديف الذي يشارك في دوري الهواة . في سنة 2006 عاد إلى دوري الدرجة الثانية بالانضمام إلى نادي ستاد رانس ولكن في فترة الانتقالات الشتوية عاد إلى الدرجة الوطنية وانضم إلى نادي باو . في سنة 2008 وعلى إثر هبوط نادي باو غلى دوري الهواة فقد قرر بارالون ترك النادي والانتقال إلى النادي الهاوي الآخر مولينز .